# Franz Philip Kaulen
Franz Philip Kaulen (20 de març de 1827, Düsseldorf - † 11 de juliol de 1907, Bonn) fou un teòleg catòlic alemany.

## Biografia
Fou canonge i el 1836 s'encarregà d'un curs d'exegesi de l'Antic Testament al seminari de Bonn, essent nomenat el 1880 professor de la universitat.
El 1882 el papa Lleó XIII el nomenà prelat de la cort pontifícia. Kaulen va adquirir gran renom per les seves obres bíbliques, en què defensà l'ortodòxia catòlica en contra dels lliurepensadors i els protestants.

## Obres principals
- Institutiones Linguae mandschuricae. Königsberg (1856)
- Die Sprachverwirrung zu Babel. Magúncia (1861)
- Liber Jonae. Magúncia (1862)
- Legende von dem selingen Hermann Joseph,Geschichte der Vulgata, Magúncia (1869)